# Jewgienij Bierzin
Jewgienij Walentinowicz Bierzin (ros. Евгений Валентинович Берзин, ur. 3 czerwca 1970 w Wyborgu) – rosyjski kolarz szosowy i torowy, czterokrotny medalista torowych mistrzostw świata oraz zwycięzca Giro d’Italia (1994).

## Najważniejsze zwycięstwa
- 1992 – Wyścig Solidarności i Olimpijczyków, Ruban Granitier Breton
- 1994 – Liège-Bastogne-Liège
- 1994 – Giro d’Italia plus trzy etapy
- 1995 – Euskal Bizikleta, etap Giro d’Italia
- 1996 – etap Tour de France